# Tylobolus claremontus
Tylobolus claremontus är en mångfotingart som beskrevs av Chamberlin 1918. Tylobolus claremontus ingår i släktet Tylobolus och familjen Spirobolidae. Inga underarter finns listade i Catalogue of Life.